# Plebiscito del agua en Uruguay
El plebiscito del agua en Uruguay se realizó el 31 de octubre de 2004. En dicha ocasión se plebiscitó la reforma constitucional que puso en manos del Estado en forma exclusiva la distribución de agua potable y saneamiento en Uruguay. La propuesta contó con un 64,58% de apoyo, por lo que fue aceptada.

## Antecedentes
Un plebiscito es un mecanismo por el cual las personas habilitadas son convocadas para decidir si se aprueba o no un proyecto de reforma constitucional. La privatización del agua potable en Uruguay comenzó en Maldonado, con la multinacional francesa Suez y la española Aguas de Barcelona.
La consulta se realizó de forma simultánea con las elecciones presidenciales de 2004. Este plebiscito refrendó la aprobación de una reforma constitucional sobre la gestión y administración del agua potable y saneamiento. El plebiscito fue impulsado por la Comisión Nacional de Defensa del Agua y la Vida, integrada por el sindicato de la empresa estatal de agua y saneamiento (OSE) y varios grupos de la sociedad civil. Se juntaron 247.141 firmas, validadas por la Corte Electoral de Uruguay, y se habilitó un plebiscito para definir quién gestionaría el agua. Se convocó a este plebiscito para decidir si la empresa estatal monopólica del servicio de agua potable en el Uruguay OSE (Obras Sanitarias del Estado) se podría asociar con empresas privadas o bien surgieran empresas privadas, lo que significaría perder el monopolio. Quienes sufragaban por el SÍ, votaban por mantener el agua y el saneamiento fuera del órbita de las empresas privadas.
En 2004, fueron editados diferentes libros que trataban el tema del agua potable, en Uruguay e internacionalmente, como Las canillas abiertas de América Latina, Las Canillas Abiertas de América Latina II, Hacia un Uruguay sustentable, Oro Azul, entre otros.
En la campaña a favor del SÍ, participaron el periodista y escritor uruguayo Eduardo Galeano y la escritora canadiense Maude Barlow, entre otros. También ciento veintisiete organizaciones y cientos de firmas individuales de 36 países anunciaron su apoyo a la iniciativa uruguaya.

## Resultado
Fueron habilitadas para votar 2.488.004 personas. Un 64.58% se definió por el SÍ, mantener el monopolio estatal del agua potable en Uruguay y el saneamiento, a través de OSE, que es la empresa pública uruguaya encargada del abastecimiento de agua potable y saneamiento en todo el país. Fundada el 19 de diciembre de 1952, con oficinas centrales en la calle Carlos Roxlo 1275, Montevideo.
Se cancelaron con este resultado todas las concesiones a empresas privadas, relacionadas con el agua potable. En 2009 se concretó el traspaso de la última prestación del servicio de agua potable por parte de una empresa privada, llegando a cubrir el cien por cien de los servicios por parte del Estado.
Este plebiscito no tiene precedente en la historia mundial, ya que es a través de su inclusión en la Carta Magna de un país por la vía de la democracia directa, indica que el servicio de abastecimiento de agua para el consumo humano exclusiva y directamente por personas jurídicas estatales para la defensa del agua como un derecho.
| Departamentos  | SI     | NO     |
| -------------- | ------ | ------ |
| Artigas        | 59,69% | 40,31% |
| Canelones      | 67,51% | 32,49% |
| Cerro Largo    | 67,30% | 32,70% |
| Colonia        | 70,28% | 29,72% |
| Durazno        | 53,95% | 46,05% |
| Flores         | 41,40% | 58,60% |
| Florida        | 52,82% | 47,18% |
| Lavalleja      | 44,26% | 55,74% |
| Maldonado      | 51,00% | 49,00% |
| Montevideo     | 69,09% | 30,91% |
| Paysandú       | 70,08% | 29,92% |
| Río Negro      | 74,77% | 25,23% |
| Rivera         | 47,96% | 52,04% |
| Rocha          | 68,93% | 31,07% |
| Salto          | 60,15% | 39,85% |
| San José       | 51,85% | 48,15% |
| Soriano        | 69,07% | 30,93% |
| Tacuarembó     | 60,12% | 39,88% |
| Treinta y tres | 56,93% | 43,07% |
| Total          | 64,61% | 35,39% |

"El agua es un recurso natural esencial para la vida. El acceso al agua potable y el acceso al saneamiento, constituyen derechos humanos fundamentales".
Artículo 47 de la Constitución de Uruguay (en la sección "Derechos, deberes y garantías").

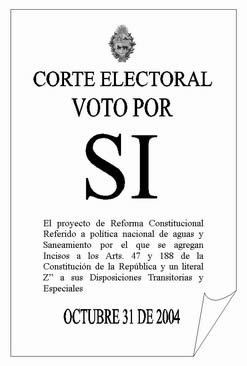
Papeleta de votación para el plebiscito del agua.

Al año siguiente, en la primera movilización popular que se realizó al iniciarse el periodo de la izquierda en el poder, el escritor Eduardo Galeano le reclamó al gobierno de Tabaré Vázquez que respetara el mandato constitucional.

## Galería

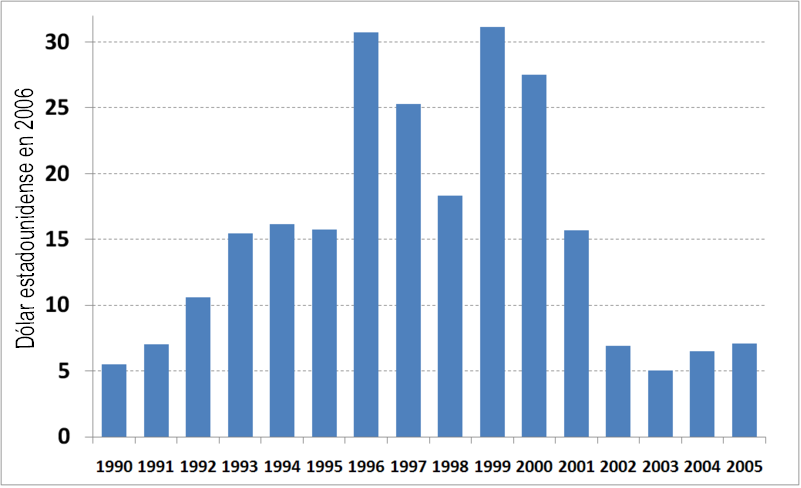
Gastos anuales per cápita  (entre 1991 y 2005) de OSE.
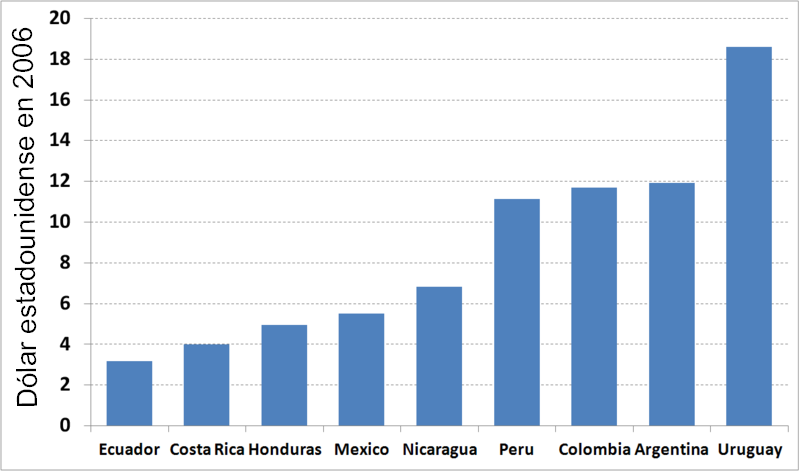
Inversión anual per cápita en agua potable y saneamiento (entre 1997 y 2003) de Latinoamérica.
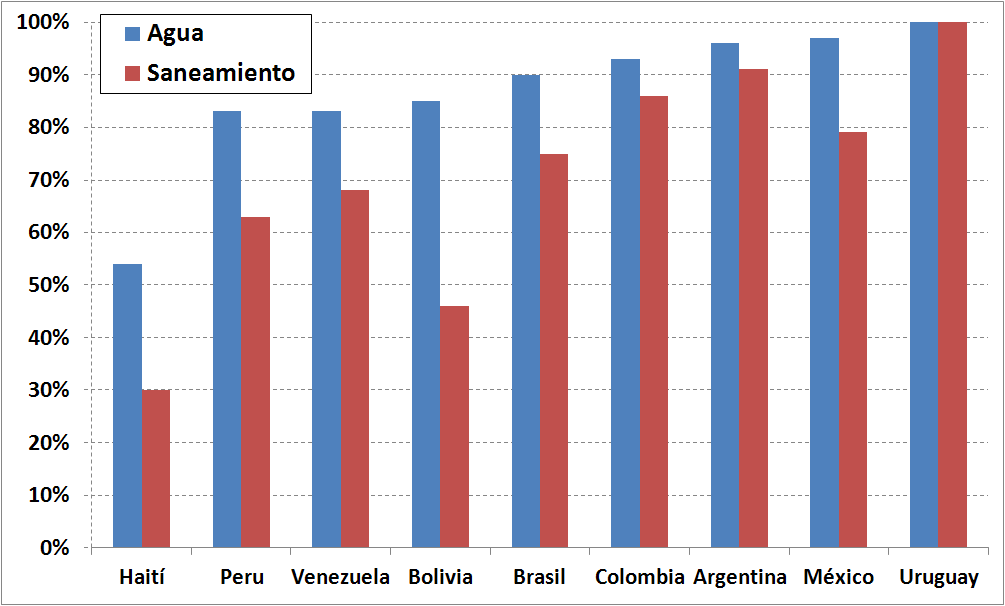
Cobertura de agua y saneamiento de Uruguay en 2006.
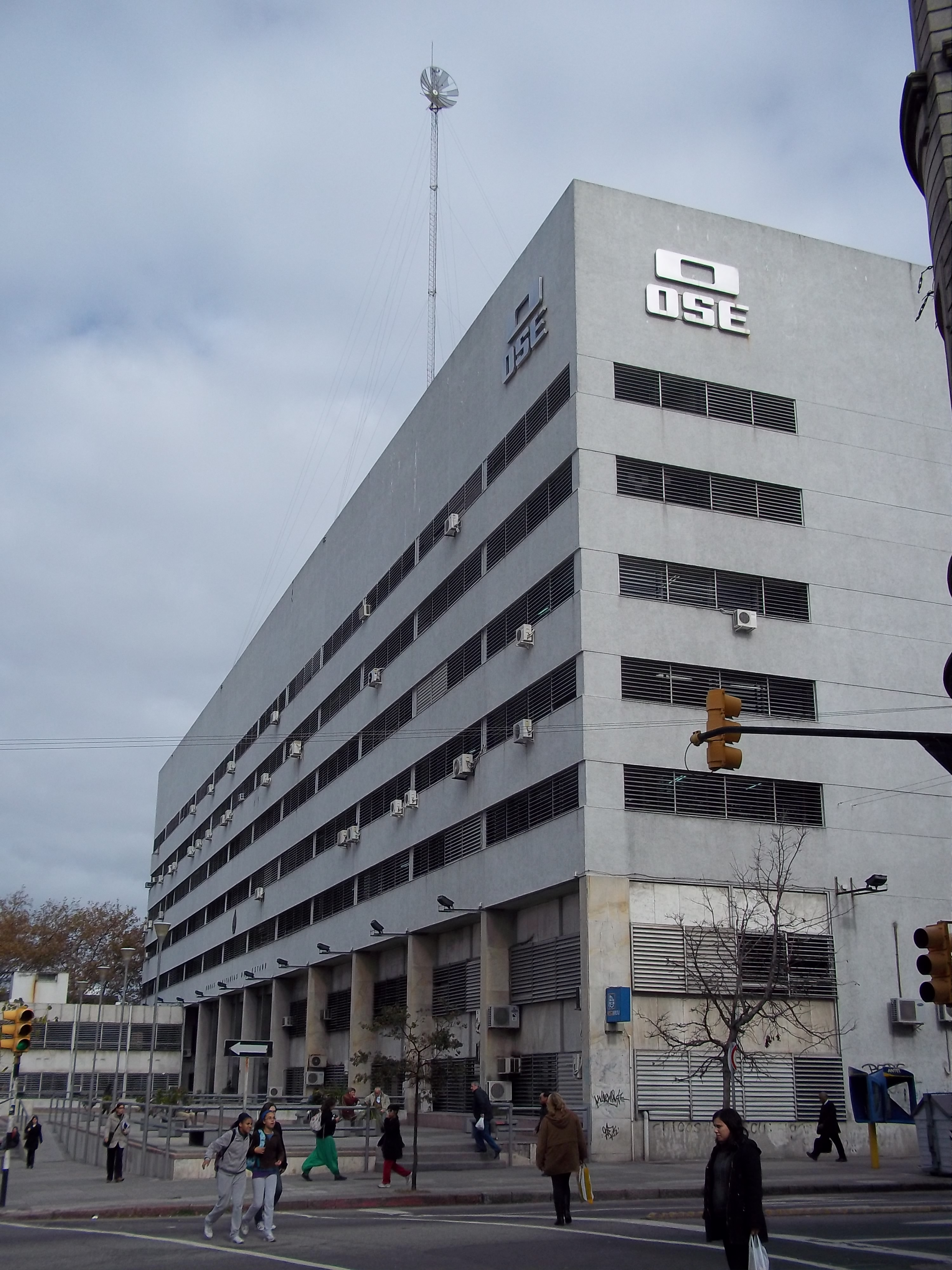
Sede de OSE en 2011.